# دون غيتي
دون غيتي هو لاعب كرة قدم كندية وشخصية أعمال وسياسي كندي، ولد في 30 أغسطس 1933 في ويسماونت في كندا، وتوفي في 26 فبراير 2016 في إدمونتون في كندا بسبب قصور القلب. نشط حزبياً في الرابطة التقدمية المحافظة في ألبرتا ‏. وقد انتخب Premier of Alberta ‏ (1 نوفمبر 1985 – 14 ديسمبر 1992) وانتخب عضو الجمعية التشريعية في ألبرتا ‏ وانتخب Premier of Alberta ‏ (1 نوفمبر 1985 – 13 ديسمبر 1992).